# Sächsische IIb T
| K. Sächs. Sts. E.B. – IIb T Oberhohndorf–Reinsdorf Nr. 1 – 4 BOCKWA und MULDENTHAL      | K. Sächs. Sts. E.B. – IIb T Oberhohndorf–Reinsdorf Nr. 1 – 4 BOCKWA und MULDENTHAL | K. Sächs. Sts. E.B. – IIb T Oberhohndorf–Reinsdorf Nr. 1 – 4 BOCKWA und MULDENTHAL | K. Sächs. Sts. E.B. – IIb T Oberhohndorf–Reinsdorf Nr. 1 – 4 BOCKWA und MULDENTHAL |
| --------------------------------------------------------------------------------------- | ---------------------------------------------------------------------------------- | ---------------------------------------------------------------------------------- | ---------------------------------------------------------------------------------- |
| Lokomotive Muldenthal der Bockwaer Eisenbahn als Exponat vor dem Verkehrsmuseum Dresden |                                                                                    |                                                                                    |                                                                                    |
| Anzahl:                                                                                 | 10                                                                                 | 10                                                                                 | 10                                                                                 |
| Hersteller:                                                                             | Richard Hartmann, Chemnitz                                                         | Richard Hartmann, Chemnitz                                                         | Richard Hartmann, Chemnitz                                                         |
| Baujahr(e):                                                                             | 1856                                                                               | 1859–1862                                                                          | 1874                                                                               |
| Ausmusterung:                                                                           | 1892–1952                                                                          | 1892–1952                                                                          | 1892–1952                                                                          |
| Achsformel:                                                                             | 1’B n2t                                                                            | 1’B n2t                                                                            | 1’B n2t                                                                            |
| Spurweite:                                                                              | 1435 mm                                                                            | 1435 mm                                                                            | 1435 mm                                                                            |
| Länge über Puffer:                                                                      | 8610 mm                                                                            | 8610 mm                                                                            | 8610 mm                                                                            |
| Höhe:                                                                                   | 4169 mm                                                                            | 4169 mm                                                                            | 4169 mm                                                                            |
| Fester Radstand:                                                                        | 1550 mm                                                                            | 1550 mm                                                                            | 1550 mm                                                                            |
| Gesamtradstand:                                                                         | 3575 mm                                                                            | 3575 mm                                                                            | 3575 mm                                                                            |
| Leermasse:                                                                              | 27,8 t                                                                             | 29,3 t                                                                             | 30,0 t                                                                             |
| Dienstmasse:                                                                            | 32,5 t                                                                             | 34,0 t                                                                             | 37,4 t                                                                             |
| Reibungsmasse:                                                                          | 26,7 t                                                                             | 26,9 t                                                                             | 29,4 t                                                                             |
| Radsatzfahrmasse:                                                                       | 13,4 t                                                                             | 13,5 t                                                                             | 14,7 t                                                                             |
| Höchstgeschwindigkeit:                                                                  | 50 km/h                                                                            | 50 km/h                                                                            | 50 km/h                                                                            |
| Kuppelraddurchmesser:                                                                   | 1370 mm                                                                            | 1370 mm                                                                            | 1390 mm                                                                            |
| Laufraddurchmesser:                                                                     | 765 mm                                                                             | 765 mm                                                                             | 805 mm                                                                             |
| Steuerungsart:                                                                          | Stephenson                                                                         | Stephenson                                                                         | Allan                                                                              |
| Zylinderanzahl:                                                                         | 2                                                                                  | 2                                                                                  | 2                                                                                  |
| Zylinderdurchmesser:                                                                    | 381 mm                                                                             | 381 mm                                                                             | 381 mm                                                                             |
| Kolbenhub:                                                                              | 560 mm                                                                             | 560 mm                                                                             | 560 mm                                                                             |
| Kesselüberdruck:                                                                        | 7,0 atü                                                                            | 7,0 atü                                                                            | 8,5 atü                                                                            |
| Anzahl der Heizrohre:                                                                   | 148                                                                                | 148                                                                                | 147                                                                                |
| Heizrohrlänge:                                                                          | 3950 mm                                                                            | 3950 mm                                                                            | 3920 mm                                                                            |
| Rostfläche:                                                                             | 0,8 m²                                                                             | 1,1 m²                                                                             | 1,1 m²                                                                             |
| Strahlungsheizfläche:                                                                   | 5,3 m²                                                                             | 6,1 m²                                                                             | 5,9 m²                                                                             |
| Rohrheizfläche:                                                                         | 72,3 m²                                                                            | 72,5 m²                                                                            | 72,5 m²                                                                            |
| Verdampfungsheizfläche:                                                                 | 77,6 m²                                                                            | 78,3 m²                                                                            | 78,4 m²                                                                            |
| Wasservorrat:                                                                           | 1,9 m³                                                                             | 2,2 m³                                                                             | 3,2 m³                                                                             |
| Kohlevorrat:                                                                            | 1,0 t                                                                              | 1,0 t                                                                              | 1,3 t                                                                              |
| Bremsen:                                                                                | Schraubenbremse                                                                    | Schraubenbremse                                                                    | Dampf                                                                              |

Die Sächsischen IIb T waren zweifach gekuppelte Tenderlokomotiven der Königlich Sächsischen Staatseisenbahnen für den gemischten Dienst, die von der Obererzgebirgischen Staatsbahn und der Westlichen Staatsbahn stammten. Die Oberhohndorf-Reinsdorfer Kohleneisenbahn und die Bockwaer Eisenbahngesellschaft erwarben für ihre Kohlebahnen im Zwickauer Revier bauartgleiche Lokomotiven. Die Lokomotive MULDENTHAL ist die älteste erhaltene sächsische Lokomotive, seit 1956 ist sie Exponat im Verkehrsmuseum Dresden.

## Geschichte
Die erste Lokomotive baute die Maschinenfabrik Richard Hartmann 1856 mit der Fabriknummer 74 für die Obererzgebirgische Staatsbahn. Sie trug den Namen SCHWARZENBERG und die Bahnnummer 53. Bereits unter der Verwaltung der Königlichen Direktion der westlichen Staatseisenbahnen kamen 1859 und 1862 weitere drei Lokomotiven mit den Namen SCHNEEBERG, NEUSTÄDTEL und HERCULES hinzu, die für den Betrieb auf der Strecke Niederschlema–Schneeberg-Neustädtel vorgesehen waren. Sie erhielten die Bahnnummern 58, 59 und 108.
Bei den Königlich Sächsischen Staatseisenbahnen wurden die Lokomotiven ab 1868 als Gattung H IV, ab 1876 als H IV T, ab 1885 als H IVb T und ab 1896 als IVb T geführt. Ab 1900 waren sie in die Gattung IIb T eingeordnet, wobei das „b“ für bewegliche Laufachse stand. Die vier Lokomotiven erhielten 1892 die neuen Bahnnummern 1696 bis 1699. Die Bahnnummer 1696 wurde 1892 ausgemustert, die restlichen drei Lokomotiven folgten 1903.

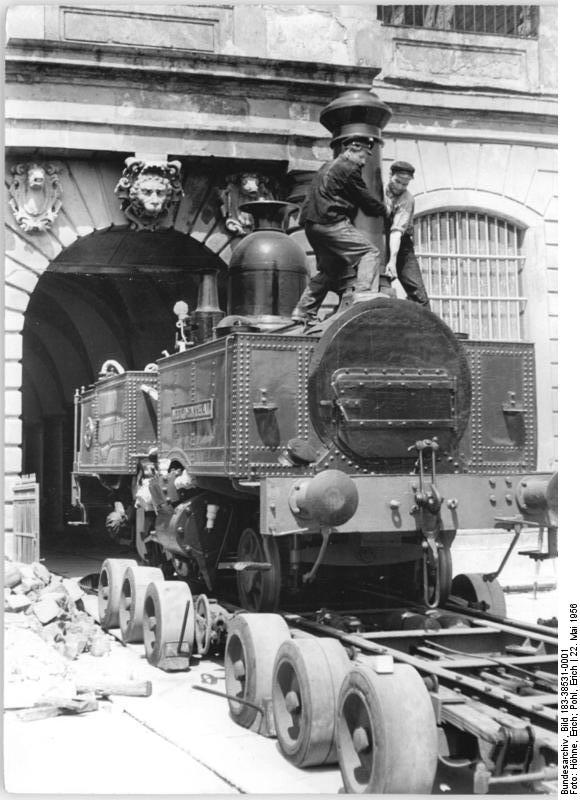
Die MULDENTHAL bei der Einbringung in das Verkehrsmuseum Dresden (1956)

Die Oberhohndorf-Reinsdorfer Kohleneisenbahn erwarb 1860 und 1864 drei Maschinen. Sie erhielten die Bahnnummern 1 bis 3 und die Namen OBERHOHNDORF, REINSDORF und  SCHAFF. Dazu kam 1874 noch die SCHEDEWITZ mit der Bahnnummer 4. Die Lokomotive SCHAFF trug den Namen des seinerzeitigen Direktors der Kohlenbahn, Georg Theodor Schaff. Die Ausmusterungsdaten sind unbekannt.
Die Bockwaer Eisenbahngesellschaft besaß zwei Lokomotiven, die 1861 als BOCKWA und MULDENTHAL in Dienst gestellt wurden. Im Deutschen Krieg 1866 konfiszierten die Preußen die MULDENTHAL als vermeintliches Staatseigentum für ihre Zwecke, gaben sie jedoch schon bald an ihren Eigentümer zurück. Die BOCKWA fuhr bis 1918 auf ihrer angestammten Strecke und wurde dann durch eine gebraucht erworbene, namensgleiche Maschine der preußischen Gattung T 3 ersetzt.
Die MULDENTHAL kam dagegen 1923 als Werklokomotive zum Erzgebirgischen Steinkohlenverein (ESTAV), wo sie noch einige Jahrzehnte in Betrieb blieb. Zuletzt lief sie im VEB Steinkohlenwerk August Bebel, wo sie 1952 mit 91 Dienstjahren für das im Aufbau befindliche Verkehrsmuseum Dresden sichergestellt werden konnte. Mitarbeiter des Raw „Einheit“ Leipzig übernahmen in freiwilligen Arbeitsstunden die museale Aufarbeitung und versetzten sie dabei annähernd in den Lieferzustand ohne Führerhaus. Seit 1956 ist die MULDENTHAL Teil der Dauerausstellung im Johanneum am Neumarkt.

## Technische Merkmale
Der Kessel entsprach mit seiner halbrunden, durchgehenden Kesseldecke den seinerzeit üblichen Baugrundsätzen. Die Kesselspeisung erfolgte ursprünglich durch zwei Fahrpumpen, ab Nr. 108 durch Injektoren. Auf dem Stehkessel war ein Regleraufsatz mit zwei Federwaag-Sicherheitsventilen angeordnet, der große Dampfdom mit einem dritten Sicherheitsventil befand sich in Kesselmitte. Die Einströmrohre zu den Zylindern lagen außen am Kessel. Der ursprünglich zylindrische Schornstein wurde später durch einen kegeligen ersetzt.
Die Dampfmaschine war als Zwei-Zylinder-Nassdampf-Triebwerk mit einfacher Dampfdehnung und Stephensonsteuerung konstruiert. Die SCHEDEWITZ hatte davon abweichend eine Allansteuerung erhalten. Die Zylinder waren waagerecht angebaut und besaßen schräg liegende Muschelschieber.
Die Treib- und Kuppelachsen waren fest in einem Gabelrahmen mit Untergurten gelagert, als Antriebsachse diente die zweite Achse. Die Laufachsen waren für eine gute Kurvenläufigkeit in einem Deichselgestell mit 1,4 m Drehzapfenabstand geführt. Die Staatsbahnlokomotiven erhielten ab 1875 Novotny-Lenkachsen, damit erhöhte sich die geführte Länge im Gleis auf 3,58 m. Die SCHEDEWITZ besaß einen Blechrahmen und erhielt die Novotny-Lenkachse ab Werk.
Außer der SCHEDEWITZ hatten alle Lokomotiven bei Ablieferung nur eine Schraubenbremse, die einseitig auf die Treibachse wirkte. Die SCHEDEWITZ hatte stattdessen eine Dampfbremse. Bei den Staatsbahnlokomotiven wurde ab 1869 eine Dampfschlittenbremse und eine Wurfhebelbremse nachgerüstet.
Der Wasser- und Kohlevorrat wurde in seitlichen Behältern mitgeführt. Ab 1865 wurden alle Lokomotiven mit festen Führerhäusern ausgerüstet. Für den Betrieb auf den neu geschaffenen Sekundärbahnen erhielten die Lokomotiven ab 1880 auf dem Kesselscheitel ein Dampfläutewerk.

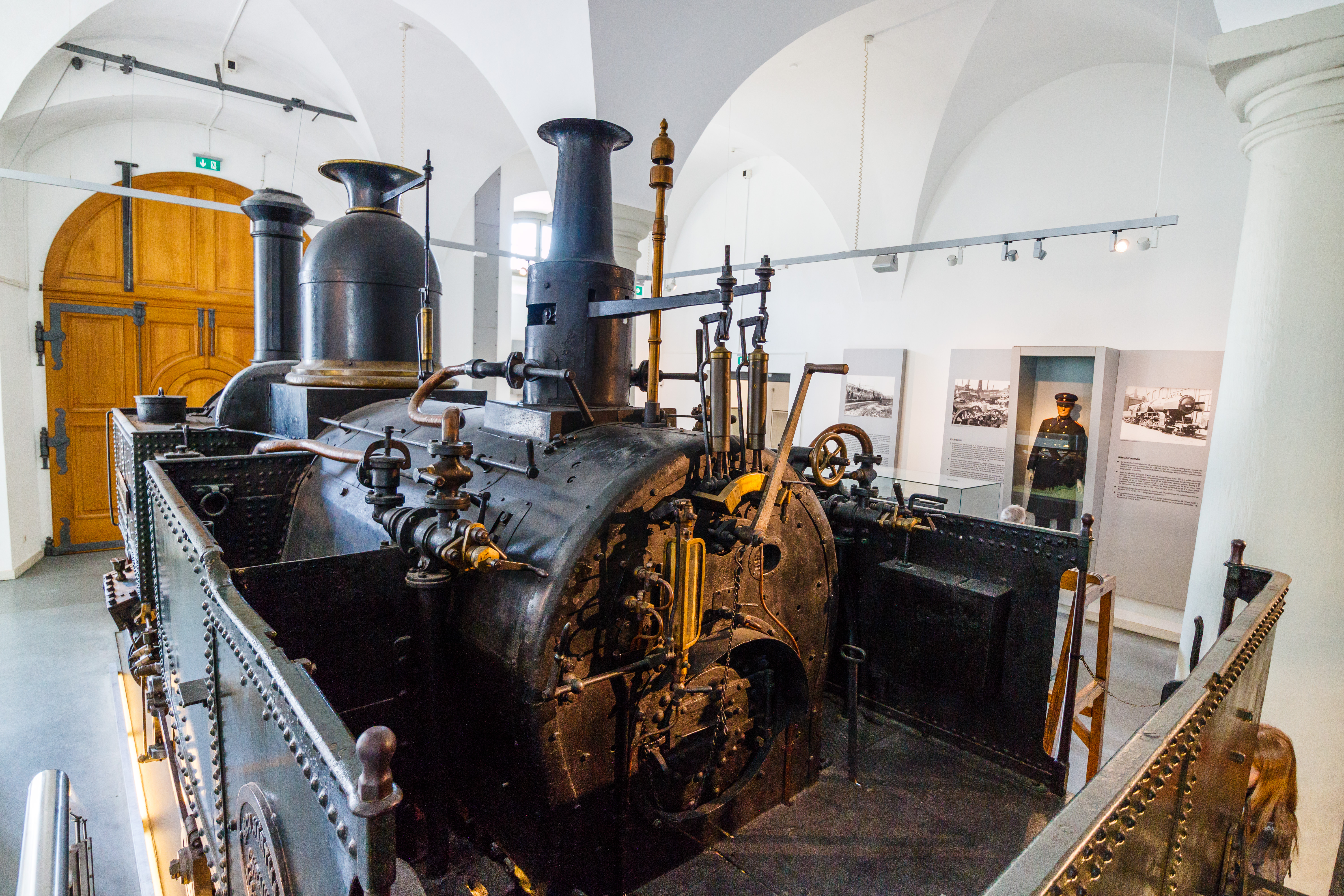
Führerstand mit Kesselarmaturen, links der (leere) Kohlenkasten
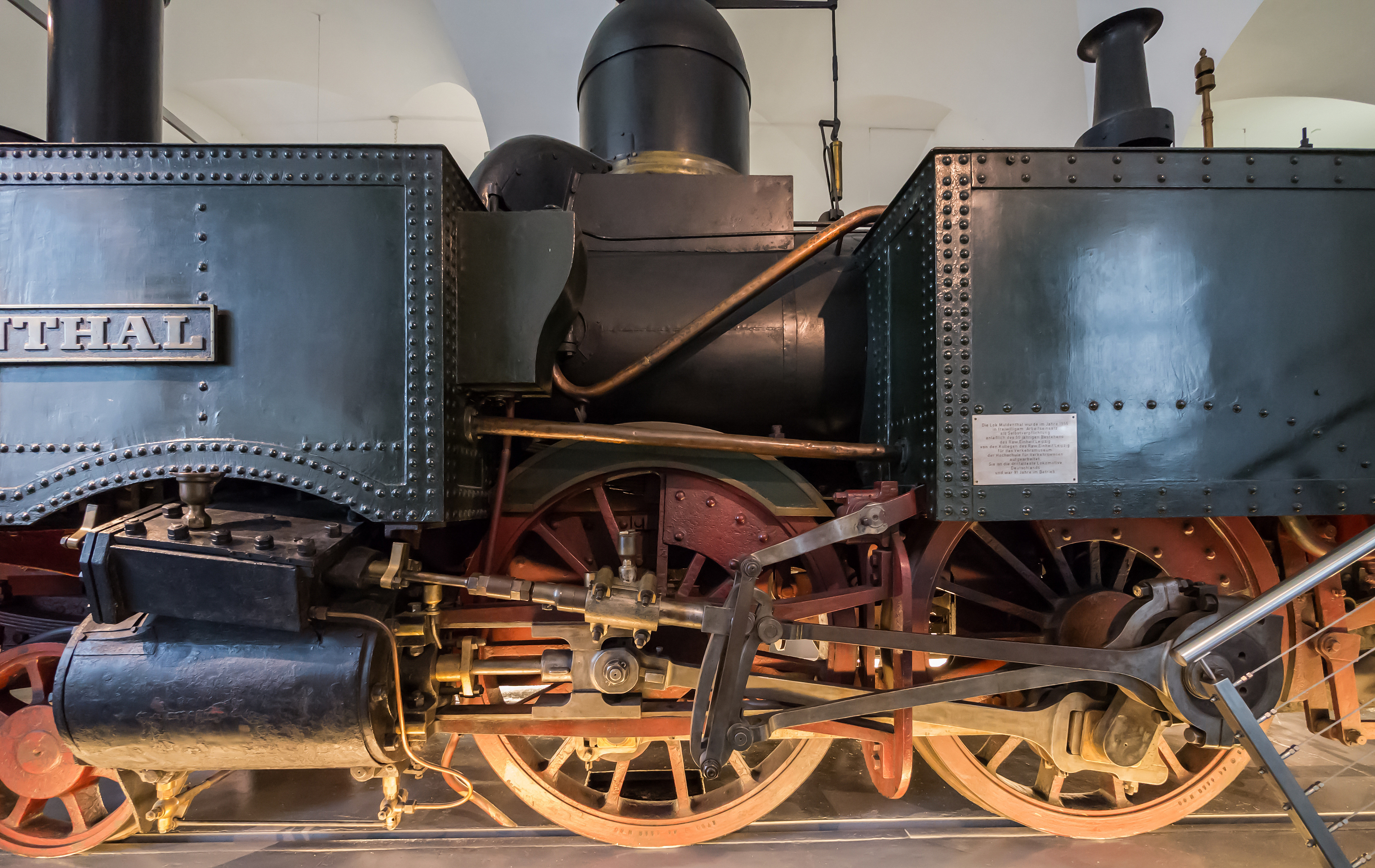
Triebwerk
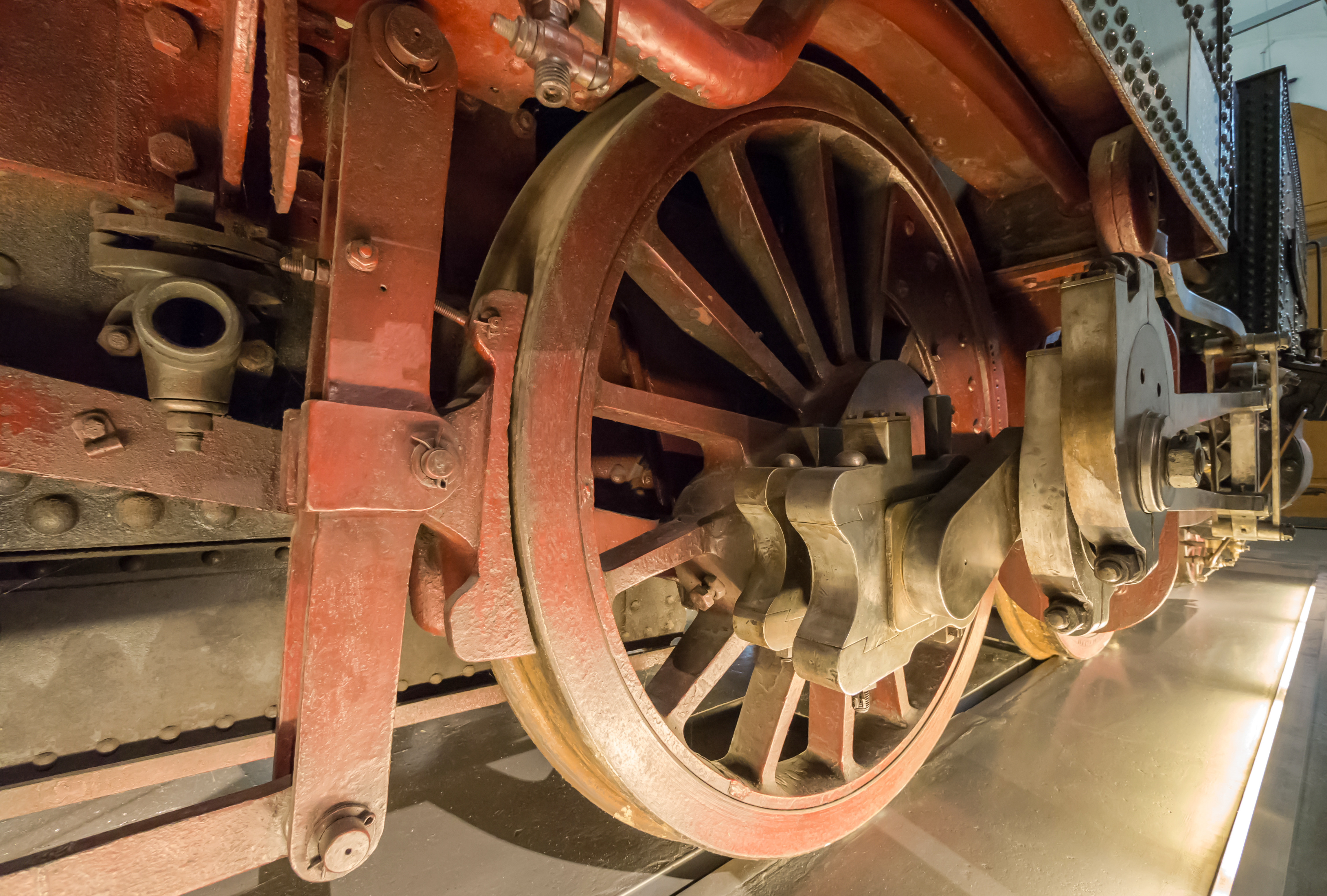
Detail des Treibradsatzes mit einseitig wirkender Klotzbremse
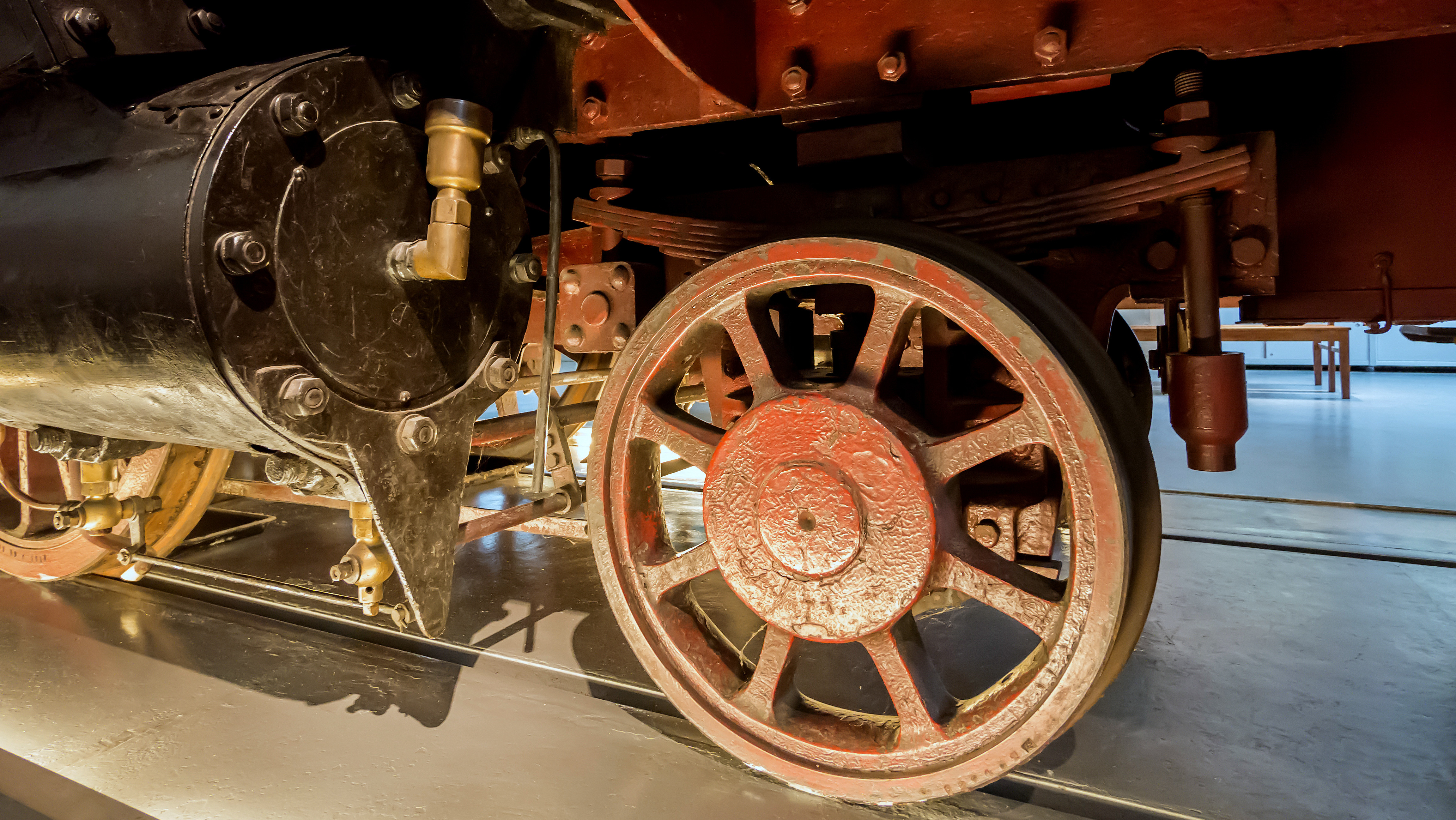
Laufradsatz geführt im Deichselgestell